# 삼성자동차

## 개요
1995년부터 2000년까지 있었던 삼성 계열 자동차 제조사이다.

## 역사
이병철 회장 시절에도 자동차 사업 진출에 대한 고민은 있었지만 이병철 회장은 자동차 산업에 진출하지 않았다. 1987년 11월 삼성그룹을 물려받은 이건희 회장은 자동차 매니아이며 자동차 사업 진출에 착수했다. 1990년대 즈음 현대그룹은 현대전자를 세워 전자/반도체 산업에 진출하면서 삼성그룹을 쫓아오고 있었는데, "현대는 삼성이 하는 건 다 하고 있지만 삼성은 현대가 하는 것을 다 하지 못한다"는 인식 때문에 그룹의 브랜드 가치에 잠재적인 위협 요소가 되고 있었다. 그게 아니더라도 자동차 산업은 그룹의 미래 먹거리를 분명히 창출할 수 있을 것이라는 생각이 확고했기에 더 늦기 전에라도 뛰어들기 위한 노력을 백방으로 해왔었다.SM5 출시를 코앞에 둔 시점에서 터진 1997년 외환 위기로 타격을 입어 삼성자동차는 물론 경쟁사들도 역시 현대자동차만 빼고 다 망했다.